# Оршанка (смт)
Орша́нка (рос. Оршанка, марій. Оршанке) — селище міського типу, центр Оршанського району Марій Ел, Росія. Адміністративний центр та єдиний населений пункт Оршанського міського поселення.

## Населення
Населення — 6589 осіб (2010; 6834 у 2002).